# Copa Sub-20 de la COSAFA 2024
La Copa Sub-20 de la COSAFA 2024 fue la 29ª edición del Campeonato Sub-20 de la  COSAFA. Se disputó entre el 26 de septiembre y 5 de octubre en Mozambique.
Esta competición sirvió como clasificatorio de la COSAFA para la Copa Africana de Naciones Sub-20 de 2025.

## Participantes
| - Zimbabue - Botsuana - Mozambique (Anfitrión) - Suazilandia - Angola - Namibia | - Zambia - Malaui - Sudáfrica - Comoras - Lesoto |

## Fase de grupos

### Grupo A
| Pos. | Equipo      | Pts. | PJ | G | E | P | GF | GC | Dif. | Clasificación                 |
| ---- | ----------- | ---- | -- | - | - | - | -- | -- | ---- | ----------------------------- |
| 1    | Zimbabue    | 7    | 3  | 2 | 1 | 0 | 5  | 1  | +4   | Clasificado a las Semifinales |
| 2    | Botsuana    | 5    | 3  | 1 | 2 | 0 | 3  | 2  | +1   |                               |
| 3    | Suazilandia | 4    | 3  | 1 | 1 | 1 | 5  | 7  | −2   |                               |
| 4    | Mozambique  | 0    | 3  | 0 | 0 | 3 | 5  | 8  | −3   |                               |

Actualizado a los partidos jugados el 30 de septiembre de 2024.
 Fuente: COSAFA
| Fecha                           | Lugar  |             |                        | Resultado |                        |             |
| ------------------------------- | ------ | ----------- | ---------------------- | --------- | ---------------------- | ----------- |
| 26 de septiembre de 2024, 12:00 | Matola | Zimbabue    | Bandera de Zimbabue    | 1:1       | Bandera de Botsuana    | Botsuana    |
| 26 de septiembre de 2024, 15:00 | Matola | Mozambique  | Bandera de Mozambique  | 4:5       | Bandera de Suazilandia | Suazilandia |
| 28 de septiembre de 2024, 12:00 | Matola | Suazilandia | Bandera de Suazilandia | 0:3       | Bandera de Zimbabue    | Zimbabue    |
| 28 de septiembre de 2024, 15:00 | Matola | Mozambique  | Bandera de Mozambique  | 1:2       | Bandera de Botsuana    | Botsuana    |
| 30 de septiembre de 2024, 15:00 | Matola | Suazilandia | Bandera de Suazilandia | 0:0       | Bandera de Botsuana    | Botsuana    |
| 30 de septiembre de 2024, 15:00 | Matola | Mozambique  | Bandera de Mozambique  | 0:1       | Bandera de Zimbabue    | Zimbabue    |

### Grupo B
| Pos. | Equipo     | Pts. | PJ | G | E | P | GF | GC | Dif. | Clasificación                  |
| ---- | ---------- | ---- | -- | - | - | - | -- | -- | ---- | ------------------------------ |
| 1    | Angola     | 6    | 2  | 2 | 0 | 0 | 4  | 1  | +3   | Clasificado a las Semifinales. |
| 2    | Zambia     | 3    | 2  | 1 | 0 | 1 | 3  | 4  | −1   | Clasificado a las Semifinales. |
| 3    | Namibia    | 0    | 2  | 0 | 0 | 2 | 1  | 3  | −2   |                                |
| 4    | Madagascar | 0    | 0  | 0 | 0 | 0 | 0  | 0  | 0    | se retiró.                     |

Actualizado a los partidos jugados el 1 de octubre de 2024.
 Fuente: COSAFA
| Fecha                           | Lugar  |        |                   | Resultado |                    |         |
| ------------------------------- | ------ | ------ | ----------------- | --------- | ------------------ | ------- |
| 26 de septiembre de 2024, 15:00 | Matola | Zambia | Bandera de Zambia | 1:3       | Bandera de Angola  | Angola  |
| 29 de septiembre de 2024, 15:00 | Matola | Angola | Bandera de Angola | 1:0       | Bandera de Namibia | Namibia |
| 1 de octubre de 2024, 12:00     | Matola | Zambia | Bandera de Zambia | 2:1       | Bandera de Namibia | Namibia |

### Grupo C
| Pos. | Equipo    | Pts. | PJ | G | E | P | GF | GC | Dif. | Clasificación                 |
| ---- | --------- | ---- | -- | - | - | - | -- | -- | ---- | ----------------------------- |
| 1    | Sudáfrica | 9    | 3  | 3 | 0 | 0 | 13 | 0  | +13  | Clasificado a las Semifinales |
| 2    | Comoras   | 3    | 3  | 1 | 0 | 2 | 2  | 4  | −2   |                               |
| 3    | Malaui    | 3    | 3  | 1 | 0 | 2 | 4  | 9  | −5   |                               |
| 4    | Lesoto    | 3    | 3  | 1 | 0 | 2 | 3  | 9  | −6   |                               |

Actualizado a los partidos jugados el 1 de octubre de 2024.
 Fuente: COSAFA
| Fecha                           | Lugar  |           |                      | Resultado |                      |           |
| ------------------------------- | ------ | --------- | -------------------- | --------- | -------------------- | --------- |
| 27 de septiembre de 2024, 12:00 | Matola | Comoras   | Bandera de Comoras   | 1:0       | Bandera de Lesoto    | Lesoto    |
| 27 de septiembre de 2024, 15:00 | Matola | Sudáfrica | Bandera de Sudáfrica | 5:0       | Bandera de Malaui    | Malaui    |
| 29 de septiembre de 2024, 12:00 | Matola | Malaui    | Bandera de Malaui    | 2:1       | Bandera de Comoras   | Comoras   |
| 29 de septiembre de 2024, 15:00 | Matola | Sudáfrica | Bandera de Sudáfrica | 6:0       | Bandera de Lesoto    | Lesoto    |
| 1 de octubre de 2024, 15:00     | Matola | Malaui    | Bandera de Malaui    | 2:3       | Bandera de Lesoto    | Lesoto    |
| 1 de octubre de 2024, 15:00     | Matola | Comoras   | Bandera de Comoras   | 0:2       | Bandera de Sudáfrica | Sudáfrica |

## Fase final

### Semifinales
| Fecha                       | Lugar  |          |                     | Resultado      |                      |           |
| --------------------------- | ------ | -------- | ------------------- | -------------- | -------------------- | --------- |
| 3 de octubre de 2024, 12:00 | Matola | Angola   | Bandera de Angola   | 0:1            | Bandera de Sudáfrica | Sudáfrica |
| 3 de octubre de 2024, 15:00 | Matola | Zimbabue | Bandera de Zimbabue | 2:2 (5:6 pen.) | Bandera de Zambia    | Zambia    |

### Final
| Fecha                       | Lugar  |           |                      | Resultado |                   |        |
| --------------------------- | ------ | --------- | -------------------- | --------- | ----------------- | ------ |
| 5 de octubre de 2024, 14:00 | Matola | Sudáfrica | Bandera de Sudáfrica | 2:0       | Bandera de Zambia | Zambia |

|                              |
| Bandera de Sudáfrica         |
| Campeón Sudáfrica 9.º título |

## Goleadores
- Actualizo el 5 de octubre de 2024.

| Jugadora          | Selección  | Goles |
| ----------------- | ---------- | ----- |
| Lee Jody Ahshenel | Sudáfrica  | 4     |
| Kelvio Neves      | Mozambique | 3     |
| Shandre Campbell  | Sudáfrica  | 3     |
| Prince Ndhlovu    | Zimbabue   | 3     |

## Clasificados a laCopa Africana de Naciones Sub-20 de 2025
| Bandera de Sudáfrica | Bandera de Zambia |
| Sudáfrica            | Zambia            |

## Clasificación general
| Equipo | Equipo      | Pts | PJ | PG | PE | PP | GF | GC | Dif |
| ------ | ----------- | --- | -- | -- | -- | -- | -- | -- | --- |
| 1      | Sudáfrica   | 15  | 5  | 5  | 0  | 0  | 16 | 0  | +16 |
| 2      | Zambia      | 4   | 4  | 1  | 1  | 2  | 5  | 8  | -3  |
| 3      | Zimbabue    | 8   | 4  | 2  | 2  | 0  | 7  | 3  | +4  |
| 4      | Angola      | 6   | 3  | 2  | 0  | 1  | 4  | 2  | +2  |
| 5      | Botsuana    | 5   | 3  | 1  | 2  | 0  | 3  | 2  | +1  |
| 6      | Suazilandia | 4   | 3  | 1  | 1  | 1  | 5  | 7  | -2  |
| 7      | Comoras     | 3   | 3  | 1  | 0  | 2  | 2  | 4  | -2  |
| 8      | Malaui      | 3   | 3  | 1  | 0  | 2  | 4  | 9  | -5  |
| 9      | Lesoto      | 3   | 3  | 1  | 0  | 2  | 3  | 9  | -6  |
| 10     | Namibia     | 0   | 2  | 0  | 0  | 2  | 1  | 3  | -2  |
| 11     | Mozambique  | 0   | 3  | 0  | 0  | 3  | 5  | 8  | -3  |